# Jean-Vincent Scheil

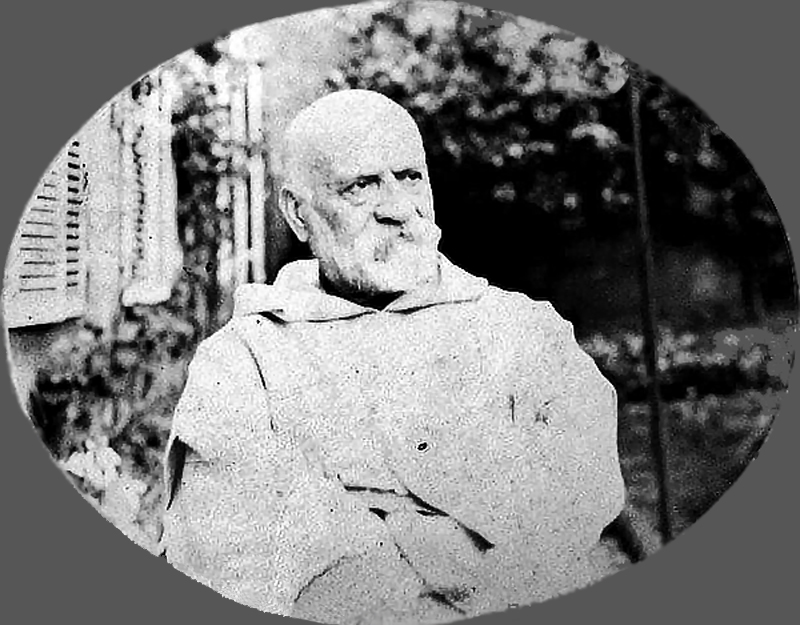

Jean-Vincent Scheil, född den 10 juni 1858 i Königsmachern, Lothringen, död den 21 september 1940 i Paris, var en fransk orientalist och romersk-katolsk präst. 
Scheil blev medlem av franska arkeologiska institutet i Kairo 1891, professor vid École des hautes études i Paris och direktör för sektionen för assyriologi och orientalisk filologi 1895 samt medlem av Institutet. Han inlagde särskilt stora förtjänster i bearbetningen och utgivandet av de elamitiska kilskriftsurkunderna, som på franska statens bekostnad framgrävdes i Susa och som han publicerade i det monumentala verket Délegation en Perse, i vars 4:e band (1902) han först utgav och tolkade de märkliga, i Susa funna Hammurabis lagar. 